# Genus tapeinoticum
Genus tapeinoticum ist eine Begriffsbildung, die von altlutherischen Dogmatikern als Konsequenz aus ihrer Lehre vom Genus maiestaticum Jesu Christi erwogen wurde: Da nach altlutherischem Verständnis Jesus Christus – wahrer Mensch und wahrer Gott – als Mensch geschenkweise Anteil an göttlichen Eigenschaften wie Allwissenheit, Allmacht, Allgegenwart hatte, wäre es logisch gewesen, dass er auch als wahrer Gott Anteil an der menschlichen Leidensfähigkeit hat. Der Gedanke der Unveränderlichkeit Gottes ließ aber diese Konsequenz nicht zu.
Für die altreformierte Dogmatik stellte sich das Problem nicht, da sie das Genus maiestaticum Jesu Christi nicht lehrte.